# American Experience
American Experience é um programa de televisão transmitido em estações de TV do canal público Public Broadcasting Service (PBS), dos Estados Unidos. O programa exibe documentários, muitos dos quais ganharam prêmios, sobre eventos relevantes e pessoas relacionados à história americana.
A série estreou em 4 de Outubro de 1988 e foi originalmente intitulada The American Experience, mas o artigo "The" foi descartado posteriormente. O programa está presente na Internet desde 1995 e mais de 100 programas da American Experience podem ser vistos em seus próprios sites da internet, que possuem mais informações sobre os assuntos abordados, além de guias de professores e materiais complementares educacionais.  O programa é produzido principalmente pela WGBH-TV em Boston, Massachusetts, embora ocasionalmente nas primeiras temporadas, tenha sido co-produzido por outras estações PBS, como a WNET (Canal 13) na cidade de Nova York.
Alguns episódios agora considerados parte da coleção American Experience foram produzidos antes da criação da série. Vietnam: A Television History é um deles, exibido originalmente em 1983.  Além disso, em 2006, a American Experience retransmitiu Eyes on the Prize :America's Civil Rights Years, a primeira metade da premiada série documental de 1986 sobre o Movimento dos direitos civis dos negros nos Estados Unidos durante os anos 1950 e 1960.

## Prêmios
- 2011 Vencedor do Prêmio Peabody, Episódios: "Triangle Fire", "Freedom Riders" and "Stonewall Uprising"[4]
- 2010 Vencedor do Prêmio Peabody, Episódios: "My Lai"[5]
- 2005 Vencedor do Prêmio Peabody, Episódios: "Two Days in October"[6]
- 2004 Vencedor do Prêmio Peabody, Episódios: "Tupperware!"[7]
- 2003 Vencedor do Prêmio Peabody, Episódios: "The Murder of Emmett Till"[8]
- 2002 Vencedor do Prêmio Peabody, Episódios: "Monkey Trial" [9]
- 1999 Vencedor do Prêmio Peabody, Episódios: "Playing the China Card (Nixon's China Game)"[10]
- 1998 Vencedor do Prêmio Peabody, Episódios: "America 1900"[11]
- 1998 Vencedor do Prêmio Peabody, Episódios: "Riding the Rails"[12]

## Ligações Externas
- American Experience (site oficial)
- American Experience. no IMDb.
- «American Experience» (em inglês). no TV.com